# Ma'andi Xiang
Ma'andi Xiang (kinesiska: 马鞍底, 马鞍底乡) är en socken i Kina. Den ligger i provinsen Yunnan, i den sydvästra delen av landet, omkring 270 kilometer söder om provinshuvudstaden Kunming. Antalet invånare är 18 446. Befolkningen består av 8 855 kvinnor och 9 591 män. Barn under 15 år utgör 24,0 %, vuxna 15-64 år 70 %, och äldre över 65 år 5,0 %.
Genomsnittlig årsnederbörd är 2 219 millimeter. Den regnigaste månaden är juli, med i genomsnitt 509 mm nederbörd, och den torraste är februari, med 33 mm nederbörd.